# دائرة سكيكدة
دائرة سكيكدة إحدى دوائر ولاية سكيكدة.
مقرها سكيكدة.
تبلغ مساحتها 162.33 كم² يقطنها 199921 نسمة (أي بكثافة سكانية تقدر بـ 1232 نسمة /كم²).
وتضم كل من بلديات :
- سكيكدة
- حمادي كرومة
- فلفلة